# Бранко Ковачевић Жика
Бранко Ковачевић — Жика Морнар (Пријевор, код Будве, 29. новембар 1924 — Београд, 29. децембар 1996), учесник Народноослободилачке борбе, потпуковник ЈНА и народни херој Југославије.

## Биографија
Рођен је 29. новембра 1924. године у Пријевору, код Будве. Потиче из сиромашне сељачке породице. Основну школу и две године електромеханичарског заната завршио је у Прилепу. Истовремено са занатом, приватно је полагао два разреда гимназије. Завршио је трећи и четврти разред гимназије и малу матуру у Скопљу, 1940. године. Члан Савеза комунистичке омладине Југославије (СКОЈ) постао је септембра 1939. године. По задатку СКОЈ-а, из Скопља је отишао у Машинску школу Југословенске краљевске војске у Кумбор, Бока которска. После доласка у школу, организовао је скојевску организацију, чији је секретар био све до слома Југословенске војске у Априлском рату.
По почетку рата, са својом скојевском организацијом разбијао је војна складишта различитог материјала у Тивту и околини и оружје предао народу, како не би допало непријатељу у руке. У једној од таквих акција ухваћена је једна скојевска група од стране жандармерије и предата окупационим снагама у Херцег-Новом, коју су касније пребацили у Љубљану. Овде се организовао састанак на коме се одлучивало да ли остати у земљи, на располагању Партији. Бег је успео, а Ковачевић је, као последњи из групе, кренуо према Црној Гори. На Мосору су га ухватиле немачке окупационе снаге и спровеле у заробљенички логор у Сарајево. После два-три дана, успео је да побегне и из овог логора, те је кренуо према Србији. Немачки војници су га поново ухватили у Врњачкој Бањи и депортовали у Крушевац. На уласку у Крушевац, уз помоћ грађана и једне омладинске групе, побегао је из колоне, крио се два дана на овој територији, пресвукао се у цивилну одећу и кренуо према Нишу.
У Сталаћу, крајем 1941. године, ухватили су га Бугари и с осталим заробљеним војницима депортовали у сабирни логор Горња Џумаја, у Бугарској. После месец дана, приликом једног транспорта, успео је да побегне и крајем маја дошао је у Сурдулицу. Овде се повезао са скојевском и партијском организацијом. По задатку, прикупљао је оружје, муницију и другу војну опрему бивше Југословенске војске. У то време се и запослио у хидроелектрани Масурица као погонски електричар, где је прикупљени ратни материјал скривао у склоништу испод бране. Оваква његова интензивна активност скренула је пажњу бугарских власти, па је ускоро морао да напусти Масурицу и да пређе у Лесковац, ван бугарске окупационе зоне. Крајем јула 1941. године, запослио се у фабрици плугова, као погонски електричар. У Лесковцу се повезао са скојевском организацијом.
Једна од првих успешнијих акција у којима је учествовао било је растурање бодљикавих пирамида по граду и на путу Ниш–Скопље, чиме се отежавао транспорт непријатељским возилима. Остале акције биле су паљење квислиншке штампе „Ново време“, немачких камиона на лесковачким улицама, паљење пшенице прикупљене за окупатора, учествовање у уништењу непријатељских обавештајаца и других колаборатора. На таквим задацима био је до 6. септембра 1941. године. Због опасности да буде ухапшен, упућен је, с групом скојеваца, у партизански одред на планини Кукавици. Како је већ поседовао одређена војничка знања, постављен је за десетара омладинске десетине. У Кукавичком одреду остао је до краја септембра 1941. године, када је са својом десетином и групом старијих другова отишао на подручје Лебане–Јабланички крај, где се од њих формирало језгро будућег Јабланичког партизанског одреда.
У саставу овог одреда, као десетар омладинске десетине, учествовао је у свим акцијама које је Одред у том периоду изводио у околини Лебана, где је деловала немачка казнена експедиција. У току једне од борби, када су били разбијени бочни напади четничких група Косте Пећанца, самоиницијативно се одвојио од главнине Одреда и са својом десетином зашао у позадину немачких снага до самог немачког командног места. Ту је успео да неутрализује два немачка подофицира, ађутанта немачког команданта и самог команданта. Тако су осујећене даље борбене акције непријатеља, њихови редови су били дезорганизовани, па су их партизанске снаге приморале на бег, наносећи им велике губитке у материјалу и људству.
Сутрадан, непријатељ је поново извршио напад због одмазде над цивилним становништвом, због чега се Одред повлачио према Лецу. Бранко Ковачевић с два друга, наоружани с два пушкомитраљеза, остали су на путу Лесковац–Лебане, као заштитница Одреда. Они су успели да задрже непријатеља око пет часова, наносећи им губитке. За то време, становништво Лебана је успело да напусти град, па су немачки војници ушли у празан град. После ове акције, учествовао је у многим другим акцијама које је Одред изводио од јесени 1941. до зиме 1942. године. У фебруару 1942. године, учествовао је у нападу на бугарски гарнизон, који је био стациониран у Бојнику. Са својом групом, Ковачевић је дошао до школе где су се налазиле најбројније снаге бугарског гарнизона и бомбама уништио велики број непријатељских војника.
До априла 1942. боравио је на подручју Пусте реке, у Пусторечкој чети, која је на том подручју бранила слободну територију. Био је на овом подручју, уз свакодневне борбе с непријатељем, све до окончања Прве непријатељске офанзиве. Потом је с два друга напустио Јабланицу, и преко Пасјаче и Јастрепца кренуо према Шумадији. На Гледићу, код Груже, упали су у четничку заседу. Два друга су му погинула. Бранко је био рањен, али је успео да се извуче и пребаци до Рудника, где је остао до оздрављења.
Крајем 1942. године успео је да се повеже с преосталим снагама Првог шумадијског одреда. У овом одреду обављао је дужност командира чете, а касније, током 1943. године, постављен је за командира Качерске чете, с којом изводи све наредне акције. По задатку, формирао је диверзантску групу с којом је, у другој половини 1943. године, извео низ самосталних акција, попут рушења возова, минирања путева и уништење непријатељске живе силе. Посебни задаци ове групе били су уништење непријатељске обавештајне мреже и њихових сарадника и убијање појединих квислинга. Ове задатке обављао је све до постављања на дужност заменика команданта Друге шумадијске бригаде, 1944. године. Члан Комунистичке партије Југославије (КПЈ) постао је августа 1943. године.
Пошто се указала потреба за поновним формирањем диверзантске групе, Бранко Ковачевић је добио овај задатак, формирао групу и с њом обављао специјалне задатке, све до преласка на дужност команданта батаљона Друге шумадијске бригаде, августа 1944. године.
Током рата рањаван је дванаест пута. Из рата је изашао као командант батаљона. Пензионисан је у чину потпуковника ЈНА.
Умро је 29. децембра 1996. године у Београду и сахрањен је у Алеји народних хероја на Новом гробљу у Београду.
Носилац је Партизанске споменице 1941. и више других југословенских одликовања, међу којима су — Орден заслуга за народ са сребрним зрацима, Орден братства и јединства са сребрним венцем, Орден за храброст, Орден за војне заслуге са златним мачевима и Орден партизанске звезде са пушкама. Орденом народног хероја одликован је 5. јула 1952. године.